# Ceratophysella lucifuga
Ceratophysella lucifuga är en urinsektsart som först beskrevs av Alpheus Spring Packard 1889.  Ceratophysella lucifuga ingår i släktet Ceratophysella och familjen Hypogastruridae. Inga underarter finns listade i Catalogue of Life.